# Saison 2014-2015 du MC Oran
Dernière mise à jour : 29 juillet 2015.
Chronologie
Saison précédente Saison suivante
La saison 2014-2015 du MC Oran est la 50e saison du club en première division algérienne. L'équipe est engagée en Ligue 1 et en Coupe d'Algérie.

## Effectif professionnel
Effectif du Mouloudia Club d'Oran pour la saison 2014-2015.